# Athripsodes zairensis
Athripsodes zairensis är en nattsländeart som beskrevs av Jacquemart och Statzner 1981. Athripsodes zairensis ingår i släktet Athripsodes och familjen långhornssländor. Utöver nominatformen finns också underarten A. z. nongoa.